# Creta e Cirene
Creta e Cirene (Creta et Cyrene) furono costituite in provincia di Roma, con i territori comprendenti sia l'isola di Creta sia la Cirenaica almeno per due secoli, da Augusto a Settimio Severo.

## Statuto
La Cirenaica fu organizzata in provincia solo nel 74 a.C., dopo essere stata lasciata in eredità da oltre un ventennio da Tolomeo Apione, con l'arrivo del primo legato di rango pretorio (legatus pro praetore), affiancato da un questore (quaestor pro praetore). Marco Antonio, nell'ambito della sua politica orientale, assegnò la Cirenaica nel 36 a.C. a Cleopatra Selene, la figlia avuta da Cleopatra e tale situazione si protrasse fino alla battaglia di Azio (31 a.C.). Nel 67 a.C. invece venne costituita la provincia di Creta, la quale, dopo la battaglia di Filippi, fece parte dei domini del triumviro Marco Antonio, che nel 43 a.C. concesse la libertà alle città cretesi, revocata da Ottaviano dopo la sconfitta di Marco Antonio ad Azio.
Dopo la battaglia di Azio, Augusto, nell'ambito della sua riforma dell'amministrazione provinciale del 27 a.C. riunì Creta e Cirene, facendone una provincia senatoria, governata da un proconsole di rango pretorio e con capitale Gortina, a Creta.
Con la riforma dioclezianea la provincia venne nuovamente separata: la Cirenaica, ulteriormente suddivisa nelle due nuove province di Lybia superior (orientale) e Lybia inferior (occidentale), entrò a far parte della diocesi di Oriente (Oriens), nella Prefettura del pretorio d'Oriente (per Orientem), mentre la nuova provincia di Creta fu inserita nella diocesi di Mesia, della  Prefettura del pretorio dell'Illirico (Illyricum). Alla morte di Teodosio I nel 395, con la suddivisione dell'Impero romano, entrambe fecero parte dell'Impero romano d'Oriente (Creta nella nuova diocesi di Macedonia, e sempre nella prefettura del pretorio dell'Illirico, o Illyricum).
| prima della conquista romana             | Cirenaica (Tolomei)                                                | Cirenaica (Tolomei)                                                | Cirenaica (Tolomei)                                                | Cirenaica (Tolomei)                                                | Cirenaica (Tolomei)                                                | Cirenaica (Tolomei)                                                | Creta (pirati)                                         | Creta (pirati)                                         | Creta (pirati)                                         |
| dal 74 a.C.                              | Cirenaica                                                          | Cirenaica                                                          | Cirenaica                                                          | Cirenaica                                                          | Cirenaica                                                          | Cirenaica                                                          | Creta (pirati)                                         | Creta (pirati)                                         | Creta (pirati)                                         |
| dal 67 a.C.                              | Cirenaica                                                          | Cirenaica                                                          | Cirenaica                                                          | Cirenaica                                                          | Cirenaica                                                          | Cirenaica                                                          | Creta                                                  | Creta                                                  | Creta                                                  |
| dal 36 a.C.                              | Cirenaica donata a Cleopatra Selene (figlia di Cleopatra d'Egitto) | Cirenaica donata a Cleopatra Selene (figlia di Cleopatra d'Egitto) | Cirenaica donata a Cleopatra Selene (figlia di Cleopatra d'Egitto) | Cirenaica donata a Cleopatra Selene (figlia di Cleopatra d'Egitto) | Cirenaica donata a Cleopatra Selene (figlia di Cleopatra d'Egitto) | Cirenaica donata a Cleopatra Selene (figlia di Cleopatra d'Egitto) | Creta a Cleopatra d'Egitto                             | Creta a Cleopatra d'Egitto                             | Creta a Cleopatra d'Egitto                             |
| dal 30 a.C.                              | Creta e Cirenaica (sono unite dall'imperatore Augusto)             | Creta e Cirenaica (sono unite dall'imperatore Augusto)             | Creta e Cirenaica (sono unite dall'imperatore Augusto)             | Creta e Cirenaica (sono unite dall'imperatore Augusto)             | Creta e Cirenaica (sono unite dall'imperatore Augusto)             | Creta e Cirenaica (sono unite dall'imperatore Augusto)             | Creta e Cirenaica (sono unite dall'imperatore Augusto) | Creta e Cirenaica (sono unite dall'imperatore Augusto) | Creta e Cirenaica (sono unite dall'imperatore Augusto) |
| dal 193                                  | Cirenaica (indipendente da Creta)                                  | Cirenaica (indipendente da Creta)                                  | Cirenaica (indipendente da Creta)                                  | Cirenaica (indipendente da Creta)                                  | Cirenaica (indipendente da Creta)                                  | Cirenaica (indipendente da Creta)                                  | Creta (indipendente da Cirenaica)                      | Creta (indipendente da Cirenaica)                      | Creta (indipendente da Cirenaica)                      |
| con la riforma di Diocleziano            | Lybia superior o Pentapolis (orientale)                            | Lybia superior o Pentapolis (orientale)                            | Lybia superior o Pentapolis (orientale)                            | Lybia inferior o Sicca (occidentale)                               | Lybia inferior o Sicca (occidentale)                               | Lybia inferior o Sicca (occidentale)                               | Creta                                                  | Creta                                                  | Creta                                                  |
| da Costantino I (324) a Teodosio I (395) | Lybia superior (orientale)                                         | Lybia superior (orientale)                                         | Lybia superior (orientale)                                         | Lybia inferior (occidentale)                                       | Lybia inferior (occidentale)                                       | Lybia inferior (occidentale)                                       | Creta                                                  | Creta                                                  | Creta                                                  |

## Storia

### Età repubblicana

#### La Cirenaica repubblicana
La Cirenaica era entrata a far parte dei domini egiziani già a partire da Tolomeo I Sotere, pur staccandosene di frequente per usurpazioni e rivolte.
Nel 96 a.C. Tolomeo Apione, che aveva ricevuto il regno di Cirenaica nel 116 a.C. alla morte di Tolomeo VIII, del quale era forse figlio illegittimo, lo lasciò in eredità allo stato romano. Roma tuttavia non procedette subito all'annessione, sia per la posizione periferica e il territorio limitato, che non attiravano i commercianti italici o le società di pubblicani, sia per l'impegno nella guerra sociale prima e nella guerra civile tra Mario e Silla poi. Le città della Pentapoli cirenaica (Cirene, Teuchira-Arsinoe, Euesperide-Berenice, oggi Bengasi, Apollonia e Barce-Tolemaide) furono nel frattempo sede di lotte e contrasti, sia tra loro, sia all'interno per i conflitti tra oligarchi e democratici, mentre alcune località della costa vennero sfruttate da pirati. Si ebbe un breve intervento di Lucullo (allora proconsole della provincia di Cilicia) nell'87-86 a.C., senza esiti.
Nel 74 a.C. venne istituita la nuova provincia, governata da un legato di rango pretorio (legatus pro praetore), affiancato da un questore (quaestor pro praetore) e Roma ne iniziò lo sfruttamento degli agri regi Apionis, le proprietà regie ricevute per testamento, gestite da società di pubblicani.
Durante la guerra civile tra Cesare e Pompeo la provincia parteggiò per Pompeo e dopo la battaglia di Farsalo fu gravata da parte di Cesare dall'esazione di un tributo in natura, relativo alla produzione del silfio. Fu quindi assegnata a Cassio e dopo la battaglia di Filippi a Marco Antonio. Quest'ultimo, nell'ambito della sua politica orientale, la assegnò nel 36 a.C. a Cleopatra Selene, la figlia avuta da Cleopatra e tale situazione si protrasse fino alla battaglia di Azio.

#### Creta repubblicana
Gli interventi di Roma nell'isola in epoca repubblicana furono volti alla repressione della pirateria: un primo intervento si ebbe nel 189 a.C. da parte di Lucio Fabio Labeone, comandante della flotta, che tuttavia non riuscì ad ottenere la restituzione dei cittadini romani presi prigionieri dai pirati, successivamente Roma intervenne in diversi casi come arbitra nelle contese tra le città dell'isola.
Nel 74 a.C. Marco Antonio Cretico, padre di Marco Antonio, vi condusse una spedizione che si concluse con una sconfitta. Una nuova spedizione condotta da Quinto Cecilio Metello Cretico fu appoggiata dalle città di Gortina (oggi Gortyna) e di Polirrenio (Polyrrhenion), mentre i principali centri della resistenza antiromana (Cydonia, Cnosso, Lappa, Lytto e Hierapytna) vennero progressivamente conquistati, malgrado il contrasto sorto tra Quinto Metello e  il legato inviato nell'isola da Pompeo, che in forza della legge Gabinia (lex Gabinia) aveva ottenuto il comando straordinario per la lotta contro i pirati.
In seguito alla conquista Quinto Cecilio Metello assunse il cognome di "Cretico" e nel 67 a.C. venne costituita la provincia di Creta. Le città cretesi parteggiarono per Pompeo durante la guerra civile con Cesare. Fu assegnata a Marco Giunio Bruto e dopo la battaglia di Filippi fece parte dei domini del triumviro Marco Antonio, che nel 43 a.C. concesse la libertà alle città cretesi, revocata da Ottaviano dopo la sconfitta di Marco Antonio ad Azio.

### Cirenaica e Creta in epoca imperiale

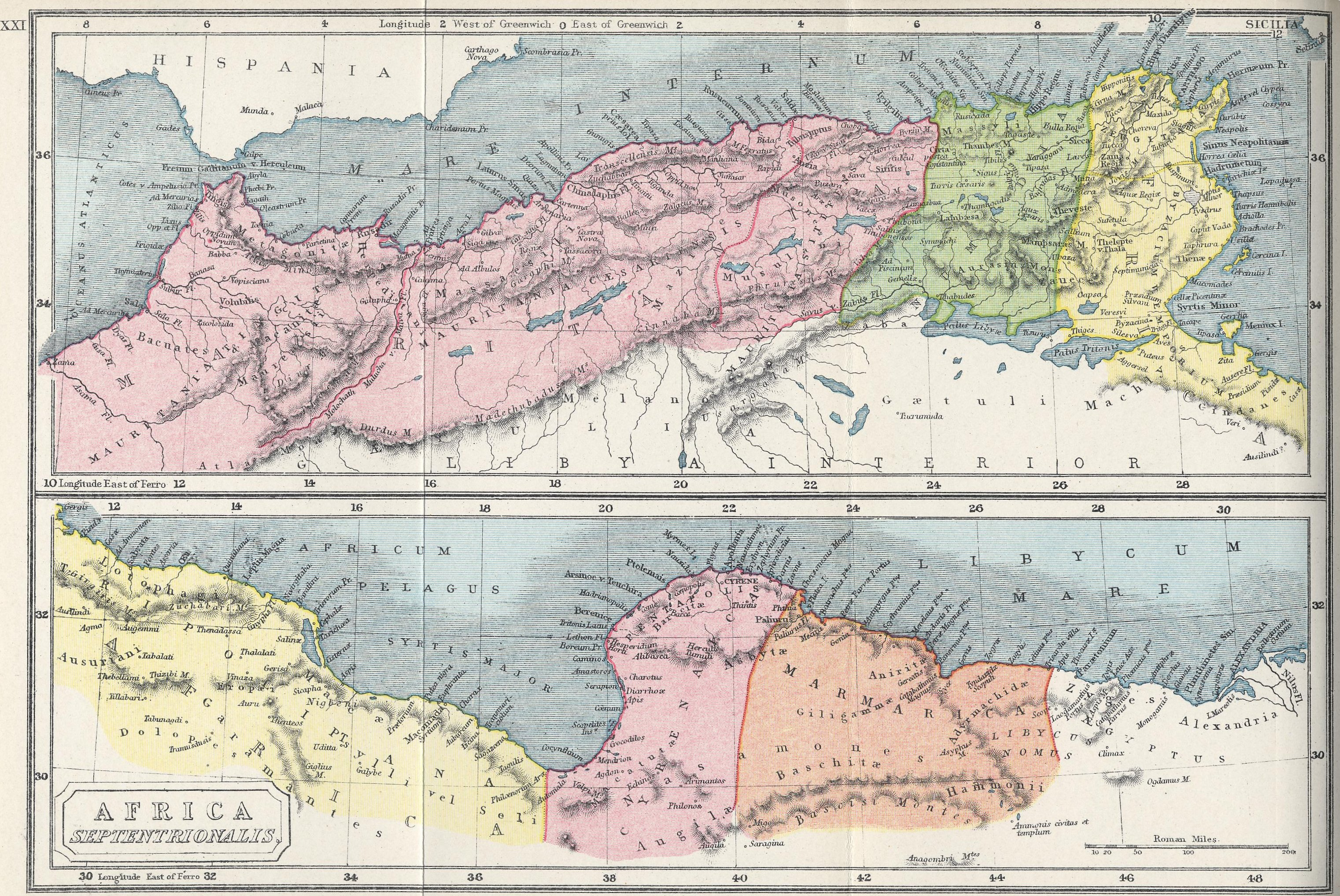
Nelle due mappe sono indicate le province romane di Mauretania Tingitana, Mauretania Caesariensis, Numidia ed Africa (sopra), Tripolitania e Cerenaica (sotto).

Vale la pena ricordare che nel corso della sua carriera fu questore della provincia di Creta e Cirene il futuro imperatore Vespasiano.

#### Cirenaica
Il territorio cirenaico era caratterizzato dal contrasto tra le città costiere della Pentapoli, abitate da Greci, e i territori abitati da Libici. Le prime avevano conservato le proprie istituzioni e la propria autonomia, già riconosciuta dalla costituzione tolemaica del 248 a.C., ed erano riunite in una associazione. In alcune di esse era presente una minoranza di popolazione ebraica, che era organizzata con proprie distinte istituzioni. I tributi erano raccolti autonomamente dalle città e le società di pubblicani si occupavano piuttosto dello sfruttamento degli agri regi. I pochi cittadini romani presenti nella provincia erano organizzati in conventus civium Romanorum.
Poche furono le scorrerie delle tribù nomadi del deserto contro le città della provincia almeno nei primi due secoli. Sappiamo che al tempo dell'imperatore Domiziano (attorno all'85-86), il popolo tributario dei Nasamoni (che si trovava a sud della costa africana tra la Cirenaica e Leptis Magna) si ribellò, portando distruzione e sconfiggendo lo stesso legatus legionis della III Augusta, un certo Cneo Suellio Flacco, che era andato loro incontro. Avendo però questi ultimi trovato tra il bottino stesso della legione, oltre ai viveri anche del vino, si ubriacarono compromettendo il successo iniziale, poiché Flacco li assalì e li annientò tutti, tanto che Domiziano, esaltato da ciò, poté dire davanti al Senato: "Ho impedito ai Nasamoni di esistere". Ben più grave fu invece la rivolta giudaica che colpì in particolare Cirene al tempo di Traiano (nel 115-116).
Tra il 269 ed il 270 i generali di Claudio il Gotico combatterono contro la popolazione dei Marmaridi ai confini della provincia d'Africa e Cirenaica, battendoli, per poi recarsi nei territori che un tempo appartennero a Cartagine e liberarli dai ribelli. Dal 390 le due Libie subirono continue incursioni da parte delle genti berbere della regione. Nel periodo 395-410 gli Austuriani invasero la Cirenaica ripetutamente ed ancora nel 449.

#### Creta
Anche a Creta le città conservarono le loro istituzioni interne, politiche e sociali e sopravvisse probabilmente anche la federazione tra le città dell'isola, sorta con a capo Cnosso probabilmente alla fine del III secolo a.C., ma trasformata nelle forme consuete del concilium provinciae e con sede spostata nella capitale provinciale di Gortina.

## Difesa ed esercito
È possibile che esistessero alcune strutture militari in Cirenaica già nei primi secoli di occupazione romana, e comunque le cinque principali città erano tutte munite di possenti mura, all'interno delle quali potrebbero essere state dislocate alcune centinaia di soldati romani, come risulterebbe da tutta una serie di iscrizioni latine sul territorio:
- a Cirene dove potrebbero essere state stanziate vexillationes della Cohors Hispanorum equitata,[10] della Cohors I Macedonica Gordiana equitata al tempo di Gordiano III,[11] della Cohors Lusitanorum Cyrenaica al tempo di Tiberio,[12]
- a Wadi Kambish dove potrebbe essere stata dislocata la Cohors Hispanorum equitata;[13]
- a Tolemaide (oggi Ad Dirsiyah), dove vexillationes della legio III Augusta potrebbero essere state presenti nell'antica polis.[14]

Con la riforma tetrarchica di Diocleziano furono costruite alcune postazioni militari dalla costa a sud di Bengasi, fino a Msus, passando per Tailimun, ed in seguito una serie di fortini tra Bengasi e Tolemaide sulla costa o tra Barce e Cirene (anche in epoca bizantina). Sappiamo, infine, dalla Notitia Dignitatum che nel 400 circa: l'esercito, dopo la riforma tetrarchica e di Costantino I, fu posta sotto il comando del Magister militum praesentalis I, che a sua volta controllava:
- un Dux Thebaidos (per l'Egitto), a capo di ben 42 unità o distaccamenti di unità;[16]
- un Dux Libyarum, a capo di un imprecisato numero di unità, come risulta dalla parte mancante della Notitia Dignitatum in Oriente (la n. XXX);
- ed un Comes limitis Aegypti,[15] a capo di ben 31 unità o distaccamenti di unità.[17]

Questa struttura amministrativo-militare rimase pressoché invariata almeno fino a Giustiniano I.

## Geografia politica ed economica
L'economia della provincia di Creta si basava soprattutto sulla pirateria, almeno fino alla conquista romana, questo è il motivo per cui subì un periodo di decadenza a seguito dell'iniziale annessione.
La Cirenaica fu probabilmente oggetto di pesanti spoliazioni una volta annessa (che portarono alla scomparsa della pianta del silfio). Era un territorio molto fertile fin da quando i Greci colonizzarono quest'area attorno al VII secolo a.C., fondando cinque polis a cui diedero il nome di Pentapoli cirenaica, vale a dire: la capitale Cirene con il suo porto di Apollonia (oggi Marsa Susa), Teuchira-Arsinoe, Euesperide-Berenice (Bengasi) e Barce-Tolemaide (Al Marj). Qui come in altre province di origine greca i Romani intervennero nelle città preesistenti con una politica di mantenimento e miglioramento delle strutture in essere, a differenza che in altre zone (per lo più occidentali) dove furono fondate numerose colonie.